# Assimilation und Dissimilation von Konsonanten in der ukrainischen Sprache
Assimilation (von lateinisch assimilatio – Angleichung) ist ein phonetisches Phänomen, bei dem es zur artikulatorischen Angleichung von Lauten aneinander innerhalb eines Wortes oder einer Wortgruppe kommt.
Dissimilation (von lateinisch dissimilatio – Unähnlichkeit) ist ein phonetisches Phänomen, bei dem innerhalb eines Wortes einer von zwei gleichen oder ähnlichen Konsonantenlauten durch einen anderen, artikulatorisch ähnlichen ersetzt wird.

## Arten der Konsonantenassimilation

### Klangliche Assimilation
Folgt auf einen stimmlosen Konsonanten ein stimmhafter Konsonant, wird der vorhergehende stimmlose Konsonant stimmhaft. Bei der Artikulation eines solchen Lautes beginnen die Stimmbänder zu vibrieren. Zum Beispiel:
- молотьба — [молод'ба]
- вокзал — [воґзал]

Eine solche Assimilation ist auch am Wortübergang möglich, insbesondere bei schnellem Sprechtempo. Zum Beispiel:
- як же — [йаґже]
- наш брат — [нажбрат]

Vor den Lauten [л], [р], [й], [м], [в], [н] findet keine solche Assimilation statt. Auch gibt es in der ukrainischen Sprache keine Auslautverhärtung. Konsonanten behalten am Ende eines Wortes ihre Stimmhaftigkeit. Am Übergang zwischen Stamm und Suffix tritt ebenfalls keine Lautveränderung auf.
Die Endkonsonanten der Präfixe [ж], [д], [б] behalten ihre Stimmhaftigkeit: мі[жп]ланетний, на[дх]одити, о[бк]ладинка.
Der Konsonant [з] am Ende von Präfixen und Präpositionen darf nicht stimmlos werden: ро[зх]итати, бе[зп]еречний, чере[зс]илу.

### Assimilation nach Artikulationsort und -weise
Diese Art der Assimilation tritt am häufigsten in der Wortmitte auf, weniger an Wortübergängen. Die Artikulation des vorherigen Konsonanten kann die Artikulation des folgenden vollständig (volle Assimilation) oder teilweise (teilweise Assimilation) annehmen.
- безжурний — бе[ж:]урний
- качці — ка[ц':]і
- вітчизна — ві[ч:]изна
- робиться — роби[ц':]я
- умиваєшся — умиває[с':]я

### Assimilation nach Weichheit
Die Konsonanten [с], [з], [ц], [ ͡дз], [т], [д], [н], [л] werden in Bezug auf ihre Weichheit den weichen Konsonanten derselben Gruppe ähnlich.
- дня — [д'н'а]
- тління — [тлін':а]

Allerdings assimilieren sich die Laute [т], [д], [н], [л] nicht vor den Lauten, die nur teilweise weich werden: [р’], [к’], [г’], [м’], [б’], [в’], [ф’], [ш’], [ч’], [ж’].
- дряпати — [др’а]пати
- трьох — [тр’]ох

Die Laute [с], [з], [ц], [ ͡дз] werden sogar vor leicht weichen Lauten weich:
- світ — [с'в']іт
- свято — [с'в']ято

Die Laute [р], [к], [г], [ґ], [х], [м], [б], [п], [в], [ф], [ш], [ч], [ж] assimilieren sich in der Position vor weichen Lauten nicht.

### Assimilation nach Stimmlosigkeit
Ein Präfix oder eine Präposition wird vor einem nachfolgenden stimmlosen Konsonanten stimmlos. Die Stimmverlust des Präfixes з- vor stimmlosen [к], [п], [т], [х] und [ф] wird im Schriftbild durch <с> wiedergegeben:
- стиха — [ст]иха

Die Präposition з wird vor den genannten stimmhaften Konsonanten lediglich als [с] ausgesprochen, bleibt aber im Schriftbild unverändert:
- з книги — [ск]ниги,
- з хати -[сх]ати

Das Präfix und die Präposition з vor anderen stimmlosen Konsonanten werden ebenfalls vollständig stimmlos, aber in der ukrainischen Rechtschreibung nie durch с ersetzt:
- з чого — [зч]ого —> [сч]ого -> [шч]ого,
- зшити — [зш]ити — [сш]ити — [ш:]ити

Der letzte stimmhafte Konsonant [з] in Präpositionen und Präfixen wie без-, роз- wird meist vor einem folgenden stimmlosen Konsonanten stimmlos, obwohl eine vollständige Lautveränderung nicht immer erfolgt, besonders vor einem stimmlosen [с]; diese Veränderung wird im Schriftbild nicht wiedergegeben:
- розписка [роспи'ска]
- безпечний [беиспе'чний]
- aber: розсада [розса'да], безславно [беизсла'уно] u. ä.

Der stimmhafte Konsonant [г] wird vor den stimmlosen [к], [т] in Wörtern wie [н'íхт'і], [к'íхт'і], [лéхко], [вóхко] und deren Ableitungen stimmlos.

## Richtungen der Assimilation von Konsonanten
Je nach Richtung unterscheidet man zwischen progressiver und regressiver Assimilation.

### Progressive Assimilation
Eine progressive Assimilation tritt auf, wenn die Artikulation des vorherigen Lautes die Artikulation des nachfolgenden Lautes beeinflusst — und der nachfolgende Laut verändert wird.

### Regressive Assimilation
Regressive Assimilation ist die Assimilation, bei der die Artikulation des nachfolgenden Lautes die Artikulation des vorhergehenden Lautes beeinflusst — und der vorhergehende Laut verändert wird. Je nach Nachbarschaft der Laute kann die Assimilation kontaktierend (benachbart) oder distanziert sein. Wenn sich die Laute in allen Artikulationsparametern angleichen, wird die Assimilation als vollständig bezeichnet, wenn nicht, dann als unvollständig.
In der ukrainischen Sprache tritt häufiger die regressive Assimilation auf, bei der stimmhafte Geräuschlaute vor stimmlosen ihre Stimmhaftigkeit verlieren, was in bestimmten Fällen auch die Orthografie beeinflusst; zum Beispiel: тхнути, скривдити, спечений, сформований. In den Präfixen роз- und без- ist die Assimilation nicht zwingend, zum Beispiel:
- розстелити [рос(с)теилйти]
- небезпечний [небеспечний]
- безпідставно [бесп'ітстауно]

## Arten der Disassimilation von Konsonanten
Disassimilation zeigt sich in:
- der Veränderung von [кт] zu [хт]: кгто — хто.
- der Bildung des Komparativs von Adjektiven, wobei [с], [зьк] zu [шч] und [жч] werden: високий — вищий, низький — нижчий.
- der Veränderung von [чн] zu [шн] in einigen archaischen Wörtern: мірошник, рушник (von ручьникг), und auch рушниця, соняшник, сердешний.
- der Disassimilation von gleichen Lauten bei der Bildung des Infinitivs von Wörtern, deren Stamm auf [д], [т] endet. Aufgrund der regressiven Disassimilation entstand die Lautkombination [ст]: плетти — плести, ведти — вести, метти — мести, бредти — брести.[1]

## Richtungen der Dissimilation von Konsonanten
Je nach Richtung gibt es die progressive und regressive Dissimilation von Konsonanten.

### Regressive Dissimilation von Konsonanten
Die regressive Dissimilation von Konsonanten ist die Veränderung des vorhergehenden Lautes unter dem Einfluss des nachfolgenden.
Ein Beispiel für eine regressive Dissimilation ist die Veränderung von [кт] zu [хт] (кто → хто, трактор → трахтор): Der erste der beiden geschlossenen Konsonanten wird zu einem Frikativ. Diese Dissimilation trat nur in einigen Wörtern auf, weil es viele Wörter und Formen gibt, bei denen sie fehlt: лікті, пекти, волокти usw. Auch aufgrund der regressiven Dissimilation wurde die Lautkombination [чн] zu [шн]:
- ручьникъ→ручник→рушник,
- мѣрочьникъ→мірочник→мірошник

In der überwiegenden Mehrzahl der Wörter gibt es aber keine solche Dissimilation: ручний, нічний, річниця, точний, заочник.
Die Lautkombination кр verwandelte sich ebenfalls in хр: крьстъ → хрест (und Ableitungen: хрестити, хрещення, хрестини), und дт, тт zu ст: ведти → вести, плетти → плести.

### Progressive Dissimilation von Konsonanten
Die progressive Disassimilation von Konsonanten ist die Veränderung des nachfolgenden Lautes unter dem Einfluss des vorhergehenden.
Von progressiver Disassimilation betroffen sind der zweite von zwei Frikativen in den Lautkombinationen [шш] und [жш], die durch die vorherige regressive Assimilation von [с], [з] zu [ш] bei der Bildung des Komparativs von Adjektiven entstanden sind:
- висший→вишший→виш-чий,
- красший →крашший →крашчий,
- близший→ближчий→ближчий,
- вузший→вужший→ вужчий.[6]

## Grade der Nachbarschaft von Dissimilationen von Konsonanten
Nach dem Grad der Nachbarschaft kann Dissimilation benachbart oder kontaktierend sein, d. h. wenn benachbarte Laute sich aneinander angleichen (кто → хтο, ручник → рушник), oder nicht benachbart, d. h. wenn Laute sich auseinanderentwickeln, die durch andere Laute getrennt sind (рицар → лицар, рибарство → рибальство).

## Bedeutung der Assimilation und Dissimilation von Konsonanten
Die Phänomene der Assimilation und Dissimilation von Konsonantenlauten tragen dazu bei, die Aussprache zu erleichtern. Sie machen sie natürlicher und wohlklingender und erhöhen den Grad der Musikalität. Außerdem helfen sie, die positions- und geschichtlichen Veränderungen besser zu verstehen, die die phonologische Besonderheit der ukrainischen Sprache ausmachen.